# Baño de sangre de Linköping
El Baño de sangre de Linköping (Linköpings blodbad), que ocurrió el 20 de marzo de 1600, en la ciudad sueca de Linköping, se trató de la ejecución pública de cinco nobles suecos que habían apoyado al rey Seguismundo III de Polonia, contra el duque Carlos, futuro Carlos IX de Suecia, en la  batalla de Stångebro. Los nobles ejecutados fueron:

1. Erik Sparre[3] — Canciller de Suecia y miembro del Riksdag.
2. Ture Nilsson Bielke[3] — miembro del Riksdag
3. Gustaf Banér[3] —  miembro del Riksdag y padre de Johan Banér, mariscal de campo sueco durante la Guerra de los Treinta Años.
4. Sten Banér[3] — miembro del Riksdag
5. Bengt Falck — miembro del Riksdag